# 0585
0585 è il prefisso telefonico del distretto di Massa, appartenente al compartimento di Pisa.
Il distretto comprende la parte orientale della provincia di Massa-Carrara, coincidente con la Riviera Apuana, e la parte orientale della Lunigiana. Confina a est con i distretti di Lucca (0583) e di Viareggio (0584), a ovest con il distretto della Spezia (0187) e a nord con il distretto di Reggio Emilia (0522).

## Aree locali e comuni
Il distretto di Massa comprende 5 comuni compresi nell'unica area locale di Massa (ex settori di Fivizzano e Massa). I comuni compresi nel distretto sono: Carrara, Casola in Lunigiana, Fivizzano, Massa e Montignoso .